# Zakir Hussain (Hockeyspieler)
Zakir Hussain (geboren am 1. Januar 1934 in Lahore; gestorben am 19. August 2019 in Wah Cantonment) war ein pakistanischer Hockeyspieler. Er gewann bei Olympischen Spielen einmal Gold und einmal Silber und bei Asienspielen zweimal Gold.

## Sportliche Karriere
Bei den Olympischen Spielen 1956 in Melbourne gewann die pakistanische Nationalmannschaft ihre Vorrundengruppe. Im Halbfinale bezwangen die Pakistaner die Briten mit 3:2. Im Finale unterlagen sie der  indischen Mannschaft mit 0:1. Für Pakistan war die Silbermedaille die erste olympische Medaille überhaupt. Der 1,70 m große Zakir Hussain stand 1956 in allen fünf Spielen im Tor der Mannschaft Pakistans.
Bei den Asienspielen 1958 in Tokio und 1962 in Jakarta gehörte Hussain zum pakistanischen Aufgebot, das jeweils im Finale die indische Mannschaft besiegte.
1968 bei den Olympischen Spielen in Mexiko-Stadt hütete Zakir Hussain wieder das Tor der Mannschaft Pakistans, nachdem 1960 in Rom der 1922 geborene Abdul Rashid im Tor gestanden hatte und 1964 in Tokio der 1942 geborene Abdul Hamid. Die pakistanische Mannschaft setzte sich 1968 in der Vorrunde mit sieben Siegen in sieben Spielen durch. Nach einem Halbfinalsieg über die deutsche Mannschaft gewannen die Pakistaner auch das Finale gegen die Australier.